# The Only Living Boy in New York
Pour les articles homonymes, voir The Only Living Boy in New York (homonymie).
Pistes de Bridge over Troubled Water
Baby Driver
(7) Why Don't You Write Me
(9)
The Only Living Boy in New York (pouvant se traduire en français par « Le seul garçon vivant à New York ») est une chanson écrite par Paul Simon et interprétée par le duo Simon and Garfunkel. C'est la huitième piste de Bridge over Troubled Water, cinquième et dernier album studio du groupe. La chanson est également sortie en version 45 tours, sur la face B du single Cecilia.

## Création
Simon écrit la chanson en référence au départ d'Art Garfunkel pour le Mexique afin d'y tourner dans le film Catch-22, laissant Simon seul à New York écrire des chansons pour Bridge over Troubled Water.
Les voix ont été partiellement enregistrées par Garfunkel et Simon dans une chambre réverbérante.

## Artisans
- Paul Simon : voix, guitare
- Art Garfunkel : voix
- Joe Osborn : guitare basse
- Larry Knechtel :  orgue
- Fred Carter, Jr. : guitare
- Hal Blaine : percussions

## Reprises

### Musicale
- La chanson reggae Weather Report de The Tennors a été créée à partir de cette chanson.
- Le groupe britannique Carter the Unstoppable Sex Machine a parodié le titre de la chanson pour leur single The Only Living Boy in New Cross (New Cross est un lieu situé au sud-est de Londres.)
- Le groupe Everything but the Girl a réalisé une version de la chanson sur leur album Home Movies. La chanson fait le Top 50 au Royaume-Uni en 1993[3]
- Le groupe The Coolies a réalisé une version de la chanson sur leur album Dig (1986).
- Larry Kirwan, du groupe Black 47, a réalisé une version de la chanson sur Kilroy Was Here (2001).
- Marc Cohn fait une version sur son album Listening Booth: 1970. (2010).

### Cinématographique
- La version du groupe Everything but the Girl joue dans le film Tadpole (2002)
- La version originale fait partie de la bande sonore de Garden State (2004)
- La version originale fait partie de la bande sonore du film New York, I Love You (2009)
- la version originale fait partie de la bande sonore du film "the normal heart" 2014 en générique de fin.